# Tegeludden 11

Tegeludden 11 är en fastighet vid Sandhamnsgatan 49-53 på Gärdet i Stockholm. Under åren 2009 till 2011 utfördes en ombyggnad till bostäder av en befintlig kontorsbyggnad från 1961 samt nybyggnad av radhus på taket som byggdes av Moelven Byggmodul AB. För ritningarna ansvarade Tengbom arkitekter. Tegeludden 11 nominerades till Årets Stockholmsbyggnad 2012.
Tegeludden 11 byggdes 1961 och hade ursprungligen fem våningar i de två flygelbyggnaderna parallellt med Östhammarsgatan och tre våningar i den sammanbindande länken parallellt med Sandhamnsgatan. Den dominerande hyresgästen fram till 2008 var Preem som hade sitt dåvarande huvudkontor i fastigheten.
Genom en stadsplaneändring (laga kraft: 2009-03-04) kunde det tidigare kontorshuset förändrats till 119 lägenheter. En ny boendemiljö med modernare tillägg i form av nya byggnadsvolymer skapades av Tengbom arkitekter med Aros bostad som byggherre. Största förändringen utgör 18 radhus som placerades på taken. Den totala bruttoarean (BTA) är cirka 19 000 m².  Tegeludden 11 med 138 (initialt 137) lägenheter i storlekar från 1 rum och kök till 8 rum och kök uppläts som bostadsrättsförening.
Projektet är en del av förändringarna inom ramen för Norra Djurgårdsstaden som totalt kan komma att omfatta ca 10 000 bostäder och arbetsplatser för 30 000 personer med en utbyggnad över en 20-årsperiod.
Under perioden 2017-2018 genomgick fastigheten en omfattande renovering igen. I de allmänna Inomhusmiljöerna i entréer och trapphus installerades bröstning av marmor samt nya kulörer, med inspiration av konstnären Olle Bærtling, målades på väggarna och nya moderna LED armaturer installerades.

## Bilder

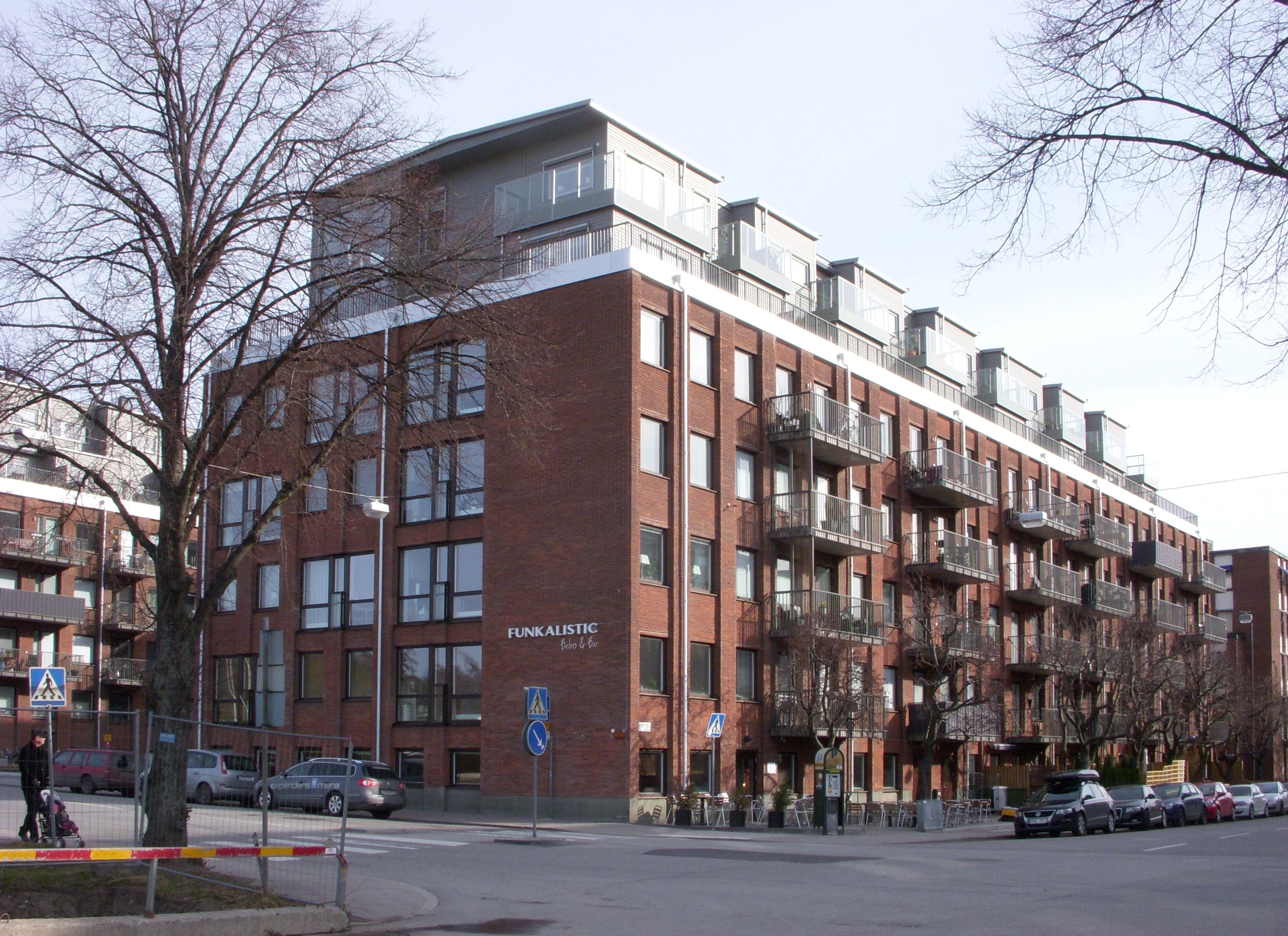
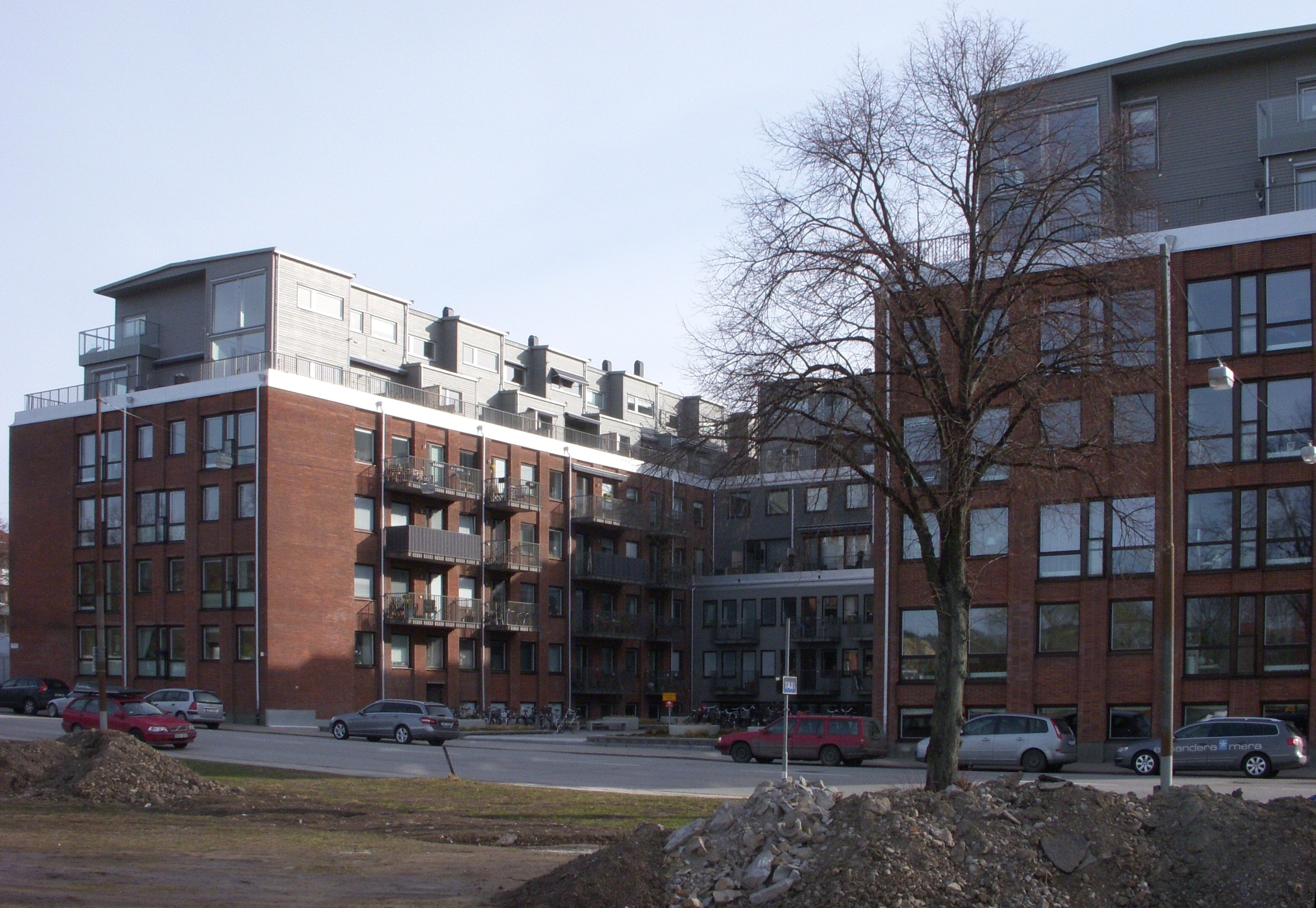
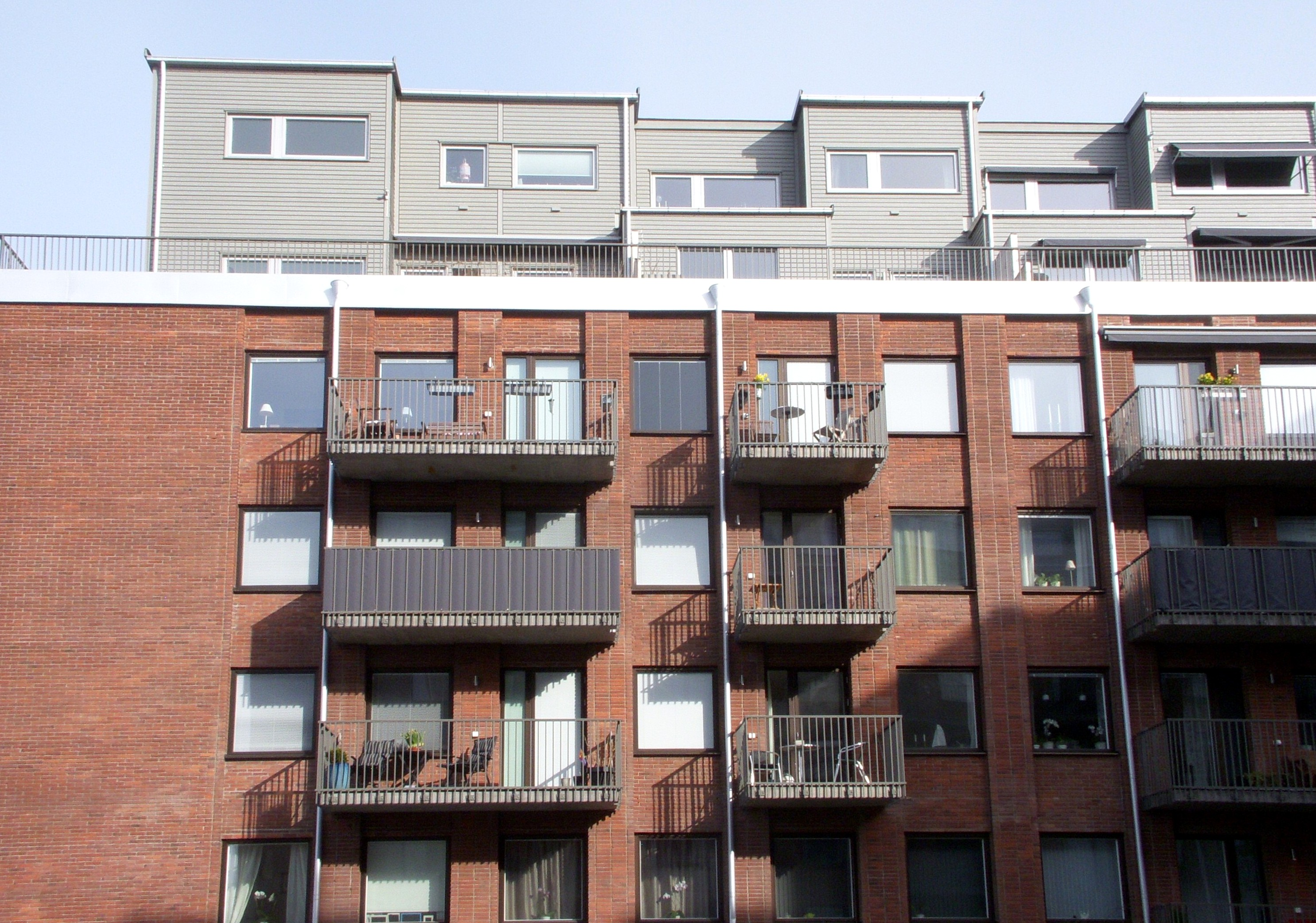
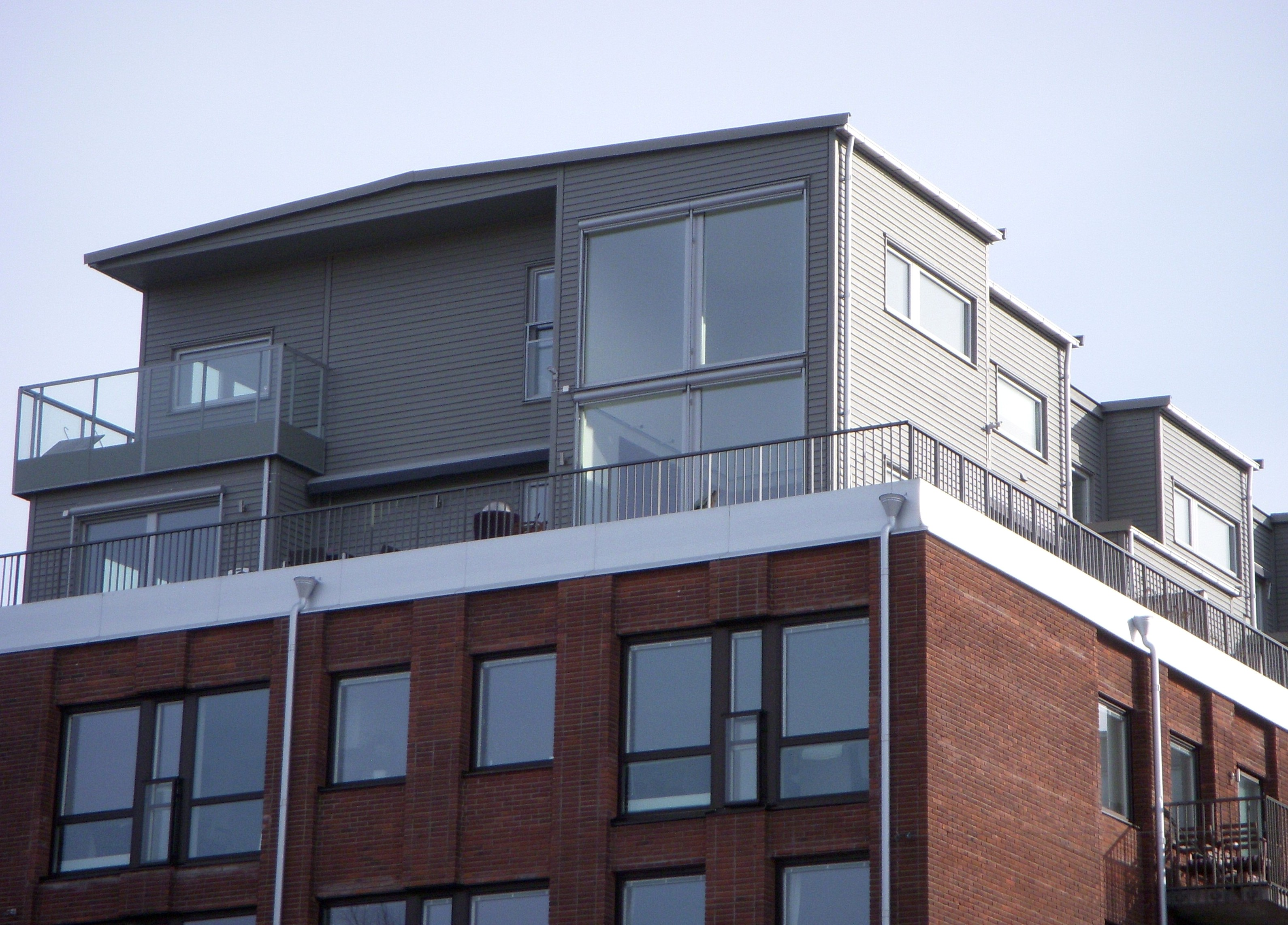